# Нойштадт-ан-дер-Вальднаб
Нойштадт-ан-дер-Вальднаб (нем. Neustadt an der Waldnaab) — город и городская община в Германии, в земле Бавария. 
Подчинён административному округу Верхний Пфальц. Входит в состав района Нойштадт-ан-дер-Вальднаб.  Население составляет 5862 человека (на 31 декабря 2010 года). Занимает площадь 9,93 км². Официальный код  —  09 3 74 139.

## Население
По оценке на 31 декабря 2015 года население общины Нойштадт-ан-дер-Вальднаб составляет 5840 чел. 

| Дата      | 1840 | 1871 | 1900 | 1925 | 1939 | 1950 | 1961 | 1970 | 1987 | 2011 |
| --------- | ---- | ---- | ---- | ---- | ---- | ---- | ---- | ---- | ---- | ---- |
| Население | 1392 | 1496 | 1801 | 3016 | 3614 | 4783 | 5481 | 5953 | 5537 | 5898 |

| Год       | 1960 | 1970 | 1980 | 1990 | 2000 | 2009 | 2010 | 2011 | 2012 | 2013 | 2014 | 2015 |
| --------- | ---- | ---- | ---- | ---- | ---- | ---- | ---- | ---- | ---- | ---- | ---- | ---- |
| Население | 5392 | 5983 | 5439 | 5654 | 6184 | 5889 | 5862 | 5875 | 5868 | 5844 | 5747 | 5840 |

## Фотографии

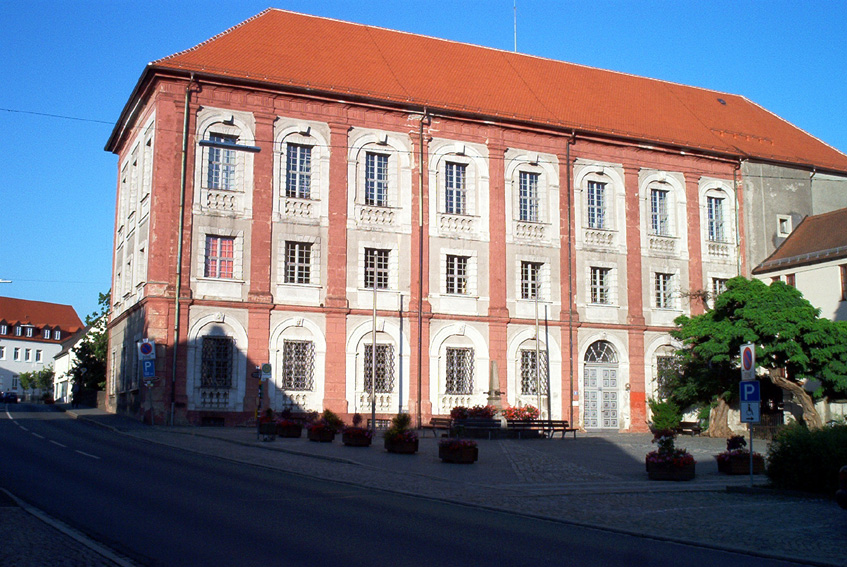
Замок
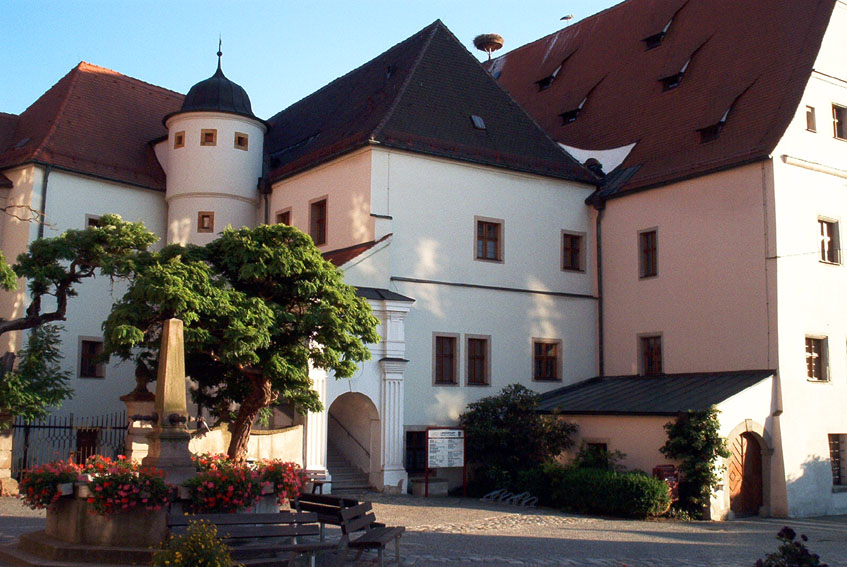
Замок
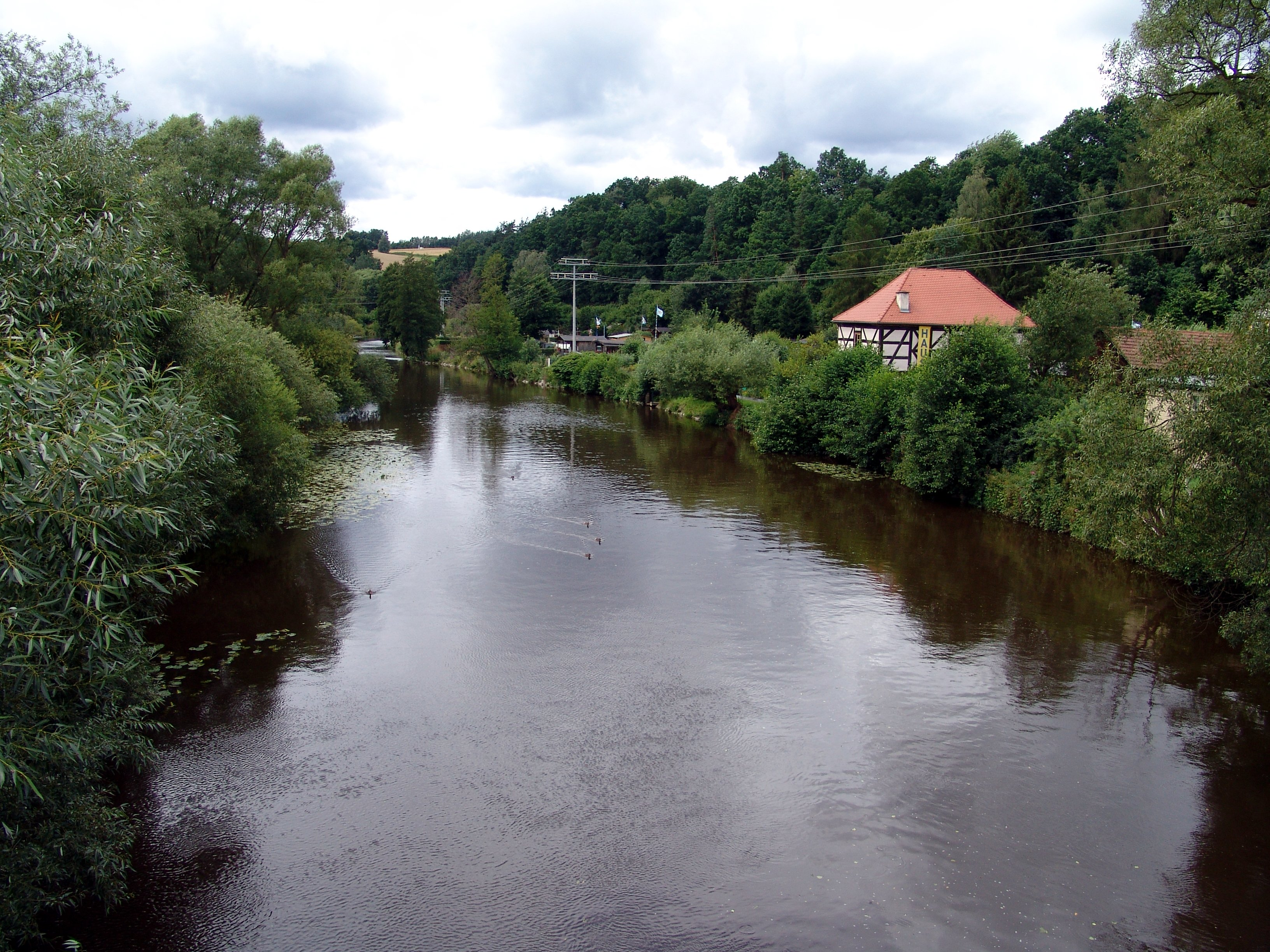
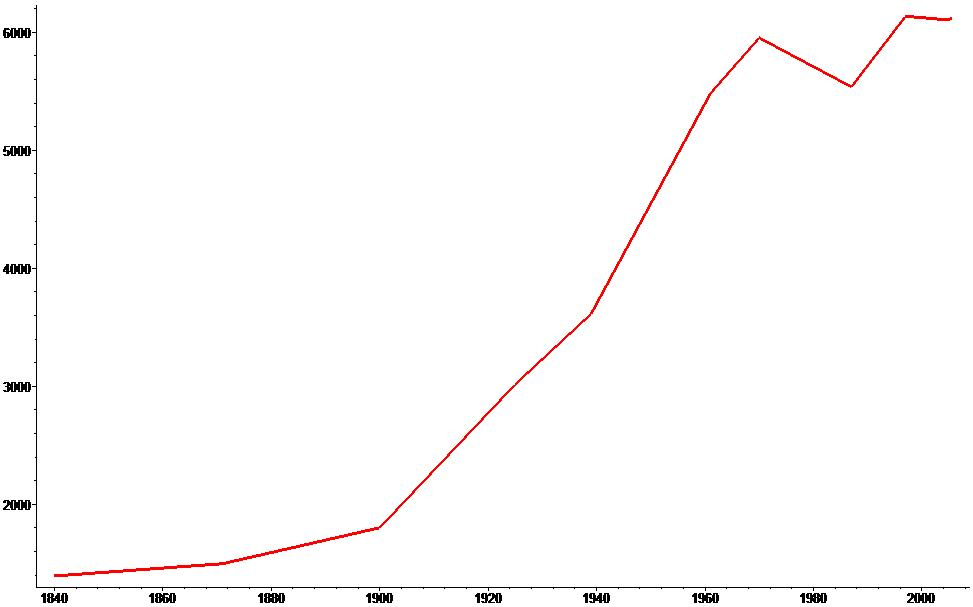